# گکوی زمینی خال‌سفید
گکوی زمینی خال‌سفید (نام علمی: Lucasium alboguttatum) نام یک گونه از سرده گکوهای زمینی است.